# Quintus Petillius Cerialis

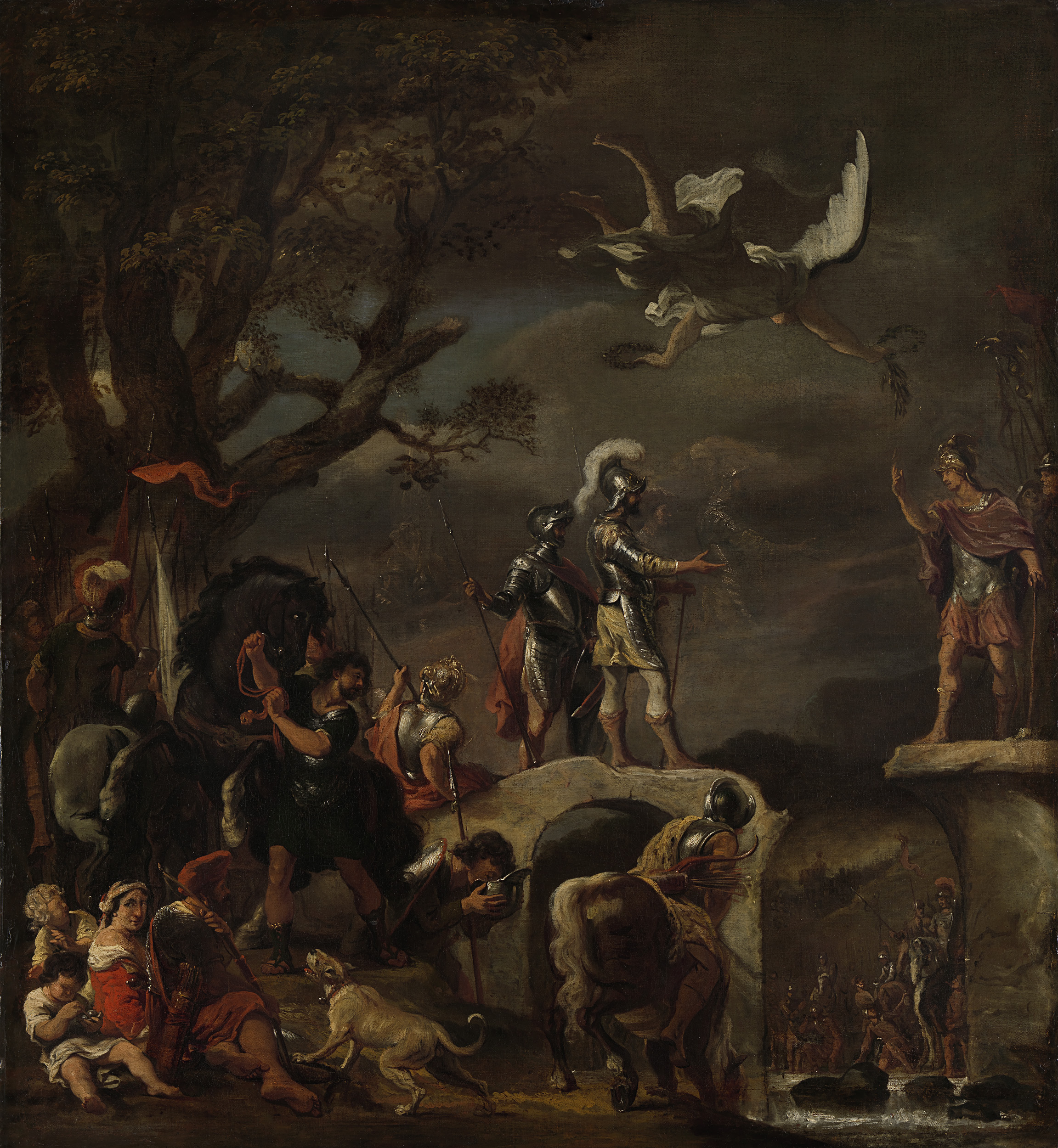
Quintus Petillius Cerialis

Quintus Petilius Cerialis Caesius Rufus, född omkring år 30 e.Kr., död efter år 83, var en romersk general och guvernör som bland annat tjänade i Britannia under Boudicas uppror. Han deltog i inbördeskriget efter Neros död år 68, och stödde den nye kejsaren Vespasianus. Han slog ner batavernas uppror under Gaius Julius Civilis år 70. Därefter återvände han till Britannia som dess guvernör.
Hans namn ger anledning att tro att han var adopterad inom Petilius-familjen, och hans bror kan ha varit Caesius Nasica.

## Boudicas uppror
Quintus Petillius Cerialis första uppdrag var som legat inom den romerska legionen IX Hispana (nionde hispaniska legionen) i den romerska provinsen Britannia, under dess guvernör Gaius Suetonius Paulinus. Cerialis deltog åren 60/61 då man slog ner Boudicas av icenerna uppror mot Rom. Han led dock ett stort nederlag då han skulle undsätta staden Camulodunum (Colchester), som blev ödelagd av Boudicas trupper. Hans trupper inom den nionde legionen anlände till staden efter att den blivit intagen, och Boudica anföll med hela sin armé, så att endast det romerska kavalleriet och Cerialis själv undkom. De flydde till ett närbeläget fort. De kvarstannade på fortet till dess att Gaius Suetonius Paulinus hade slagit ner upproret och låtit avrätta Boudica.

## Inbördeskriget
Som släkting till Vespasianus blev Cerialis år 69 tagen som gisslan av kejsaren Vitellius under de inbördeskrig som rådde i Rom under fyrkejsaråret. Cerialis lyckades dock förklädd fly och anslöt sig till Vespasianus armé. Han deltog som ledare för kavalleriet, och tog Rom för den nya kejsaren. Cerialis roll var att gå in Rom från Sabinum utefter Via Salaria.
Han fick efter detta kommandot över XIV Gemina (fjortonde legionen), som då var stationerad i provinsen Germania Inferior. Återigen fick Cerialis handskas med ett lokal uppror, denna gång batavernas uppror under Gaius Julius Civilis, som hade slagit två romerska legioner vid Xanten. Cerialis lyckades med sitt uppdrag och blev rikligt belönad av Vespasianus.

## Senare karriär
År 71 blev Cerialis utnämnd till guvernör över Britannia och han tog med sig legionen II Adiutrix (andra legionen). Han hade även med sig Gnaeus Julius Agricola, som förde befälet över legionen XX Valeria Victrix (tjugonde legionen).
Som guvernör ledde Cerialis flera fälttåg mot briganterna i norra Britannia. År 74 reste Cerialis till Rom som konsul. År 83 blev han ånyo utnämnd till konsul under kejsaren Domitianus.